# Kängurugrässläktet
Kängurugrässläktet (Austrodanthonia) är ett släkte av gräs som beskrevs av Hans Peter Linder. Kängurugrässläktet ingår i familjen gräs.
Släktet innehåller bara arten Austrodanthonia racemosa.

## Bildgalleri

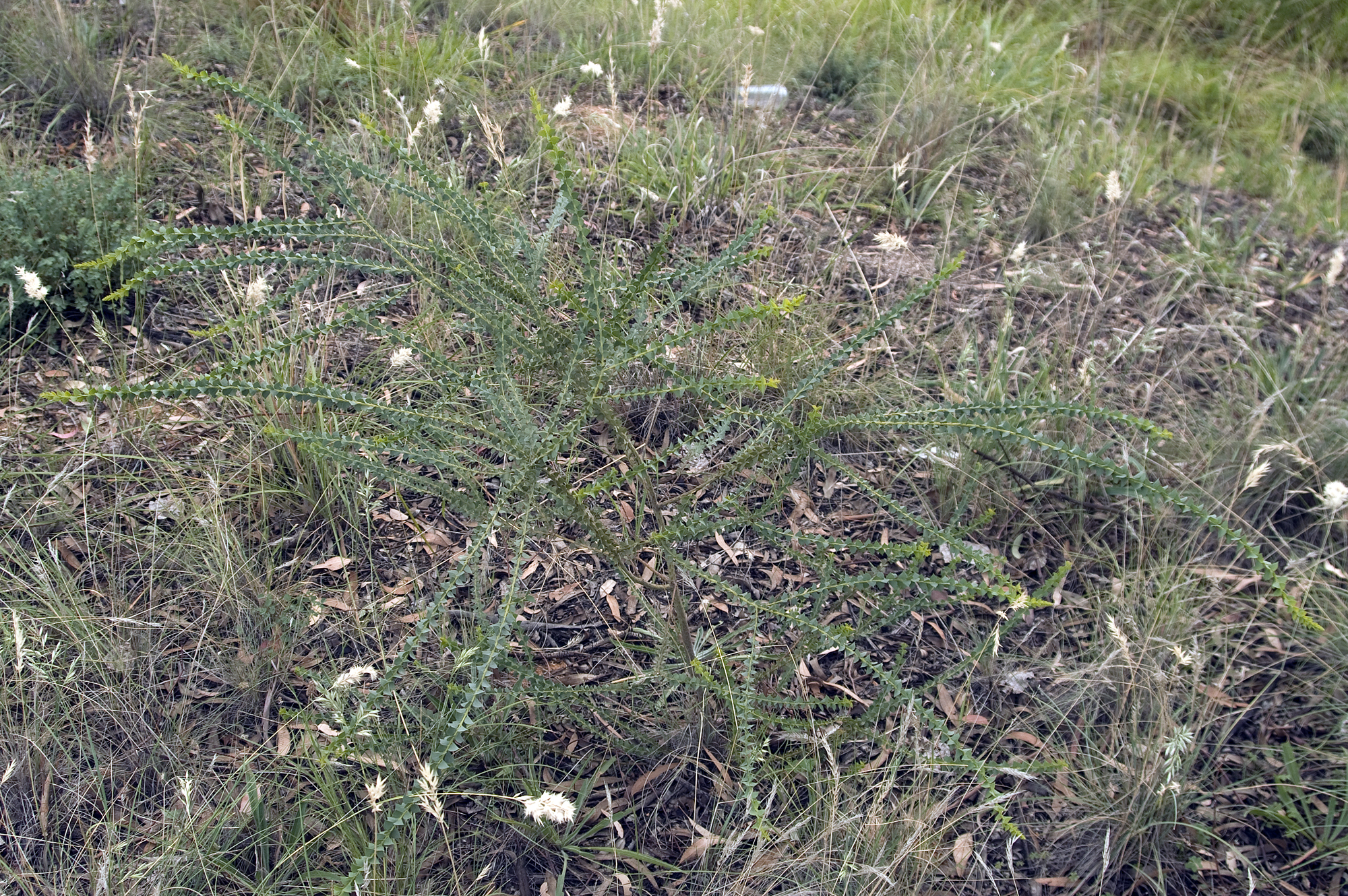
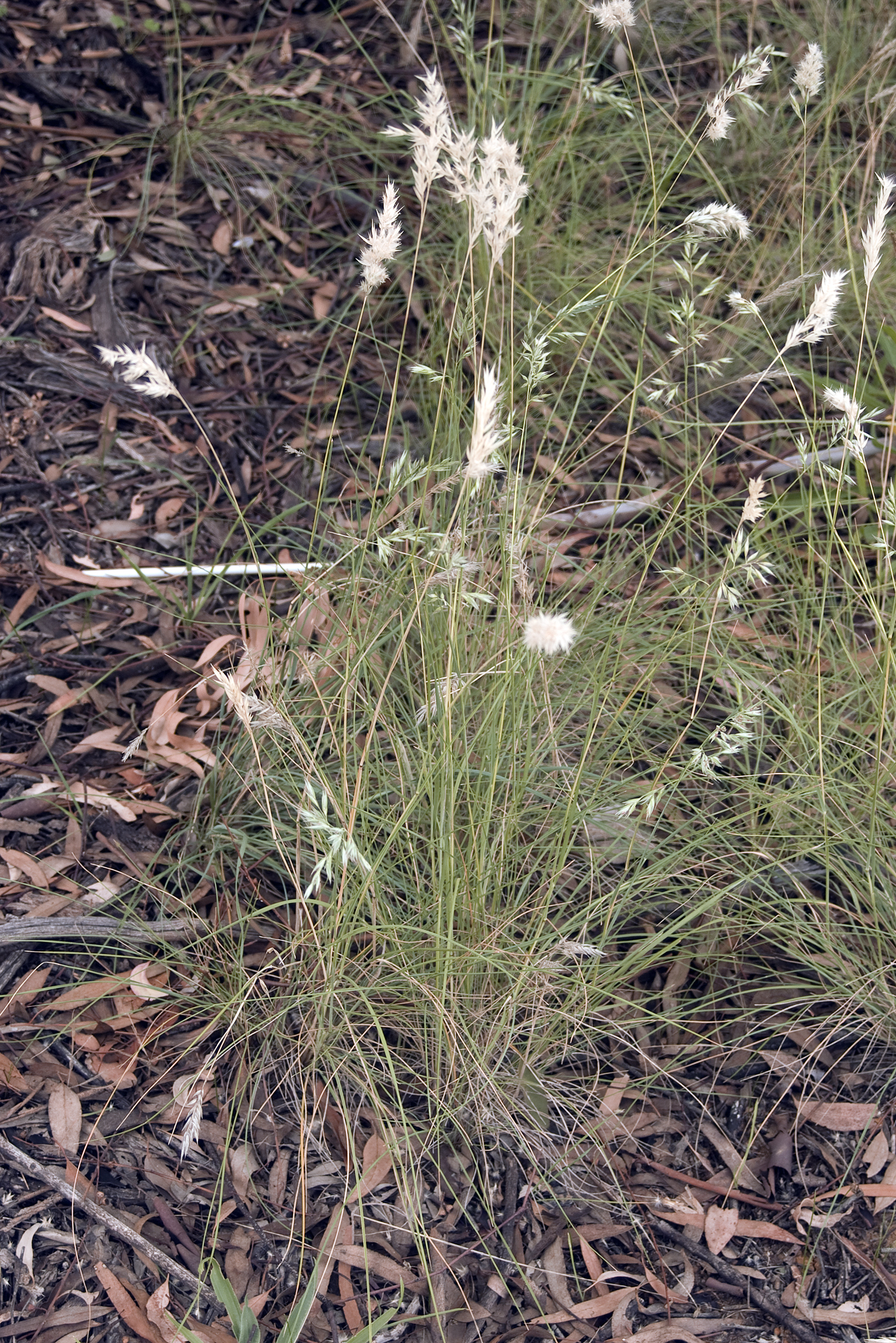